# 미미코역
미미코역 (Mimico Station)은 캐나다 온타리오주 토론토 서부의 이토비코 지역에 위치한 GO 트랜싯이 운영하는 통근열차인 레이크쇼어 웨스트선의 정차역이다.
역 건물은 로열요크 로드 동쪽, 철로 북쪽에 위치해있으며, 역 건물과 승강장은 지하도로 연결되어있다.

## 위치
미미코역은 메트로링스 오크빌선 6.7마일 (10.8km) 지점에 위치해있으며, 동쪽으로는 엑시비션역이, 서쪽으로는 롱브랜치역이 위치해있다. 역 동쪽으로는 오크빌선이 유니언역 진입선로에 합류하며, 서쪽으로는 GO 트랜싯의 윌로우브루크 차량기지로 연결되는 선로가 있다.

## 역사
미미코역은 1850년에 해밀턴과 토론토를 잇는 온타리오주의 첫 철도가 개통하면서 동시에 개장하였다. 당시 역 건물은 선로 북쪽, 처치가 (오늘날의 로열요크 로드) 동쪽에 있는 미미코 예수회 건물 남쪽에 지어졌는데, 철도가 지어지면서 지역 중심이 근처 하천인 미미코천보다는 철도역이 중심축이 되었다. 1916년에는 그랜드 트렁크 철도로 소유주가 바뀌면서 도로 서쪽으로 건물이 이전되었다.
온타리오주 산하 공기업인 GO 트랜싯이 통근열차를 운행하기 시작하면서 선로 북쪽, 교회 남쪽에 있는 1856년 기차역 부지에 역사가 새로 지어졌다. 1916년 건물의 상태는 점점 악화되면서 철거 위기에 놓였으나 역 건물을 보전하려는 자원봉사자들이 나서서 이 건물을 2007년에 저드슨과 로열요크 북서쪽에 있는 코로네이션 공원으로 이전하였다. 자원봉사자들은 역 건물을 보전하여 커뮤니티 센터와 철도 박물관으로 탈바꿈하길 바랐으나 별다른 진전을 보지 못했으며 봉사 단체는 해체되었다.
통근열차가 정차하기 시작한 1967년 이후로 역에 별다른 변화는 없었다. 메트로링스는 2009년에 접근성 개선 계획을 발표하고 미미코역을 개량하고 접근성을 개선하고자 하였다. 2012년에 발표된 세부 계획에 따르면, 역 승강장을 12량 대응으로 늘리고, 승강장에 눈녹임 장치인 열선을 설치하고, 역 건물을 개량하고, 엘리베이터를 설치하는 등의 계획이 포함되어있다. 1단계 공사는 2012년 8월에 시작해서 2013년 초에 완공되었다. 남쪽 승강장이 12량 대응으로 늘어났고, 승강장 측면과 조명이 교체되고, 정류장 시설이 새로 지어졌다. 2단계 공사는 2014년에 완공되었는데, 이번엔 북쪽 승강장이 12량 대응으로 늘어났고, 뉴캐슬가로 새로운 출구가 설치되고, 환승 주차 공간 100대가 추가되고, 일부 주차 공간은 환승객들을 위한 정차 공간으로 바뀌었다.
2018년, 메트로링스는 배차 간격을 매일 15분 간격으로 줄이기 위해 역을 한층 더 개선하는 계획을 발표하였다. 이 계획에 따르면 역 건물을 새로 짓고, 건물과 승강장 사이를 잇는 지하도를 건설하고, 맨체스터가에 새로운 환승 정차 공간을 설치하고, 승강장을 개선하고, 향후 전철화를 앞둔 대비 작업이 포함되었다. 메트로링스는 부동산 개발업자와 연계하여 새로운 건물을 지어 복합 대중교통 지향형 도시 개발을 추구해 승차량을 늘리고 잉여 부지를 최대한 활용한다는 계획이다.

## 시설
미미코역은 직원이 상주하는 유인역으로, 매표소는 평일 오전 6시 30분부터 오후 1시 30분까지, 주말과 공휴일에는 오전 9시 30분부터 오후 4시 30분까지 이용할 수 있다. 나머지 시간대에는 자동 판매기를 통해 표를 구매하거나, 프레스토 카드를 충전할 수 있다. 역 내부에는 화장실, 공중전화, 대합실이 있으며, 역 밖에는 환승 정차 공간이 있으며, 승강장에는 정류장 시설이 있다. 이 역에서는 와이파이를 이용할 수 있다.

## 운행 계통
미미코역은 레이크쇼어 웨스트선의 모든 통근열차가 매일 최대 30분 간격으로 정차하며, 평일 출퇴근 시간대에는 유니언발 열차가 올더숏, 해밀턴, 웨스트하버 방면으로 운행한다. 평시에는 유니언발 모든 열차가 올더숏이나 웨스트하버에 종착하며, 해밀턴, 브랜트퍼드, 나이아가라폴스까지 연계 버스가 정차한다.

## 대중교통 연결편
미미코역에서는 토론토 교통국의 76번 로열요크 사우스 버스로 갈아탈 수 있다. 미미코역을 잇는 176번 셔틀버스가 2018년 6월부터 2020년 3월까지 이 역에 정차하였으나 코로나19의 여파로 지금까지 운행이 중단된 상태이다.
|  |  |  |  |  |

|  |  |  |

|  |  |  |

|  |  |  |  |  |

|  |  |  |

|  |  |  |

|  |  |  |  |  |

|  |  |  |

|  |  |  |  |  |

|  |  |  |

|  |  |  |  |  |

|  |  |  |

|  |  |  |

|  |  |  |  |  |

|  |  |  |

|  |  |  |

|  |  |  |  |  |

|  |  |  |

|  |  |  |  |  |

|  |  |  |

|  |  |  |  |  |

|  |  |  |

|  |  |  |

|  |  |  |  |  |

|  |  |  |

|  |  |  |

|  |  |  |  |  |

|  |  |  |

|  |  |  |  |  |

|  |  |  |

|  |  |  |  |  |

|  |  |  |

|  |  |  |

|  |  |  |  |  |

|  |  |  |

|  |  |  |

|  |  |  |  |  |

|  |  |  |

|  |  |  |  |  |

|  |  |  |

## 인접한 역
| 메트로링스 오크빌선                      | 메트로링스 오크빌선           | 메트로링스 오크빌선  |
| ---------------------------------------- | ----------------------------- | -------------------- |
| 롱브랜치 올더숏, 해밀턴, 웨스트하버 방면 | GO 트랜싯 레이크쇼어 웨스트선 | 엑시비션 유니언 방면 |